# Padraic Colum
Padraic Colum (8 de diciembre de 1881 - 11 de enero de 1972) fue un poeta, novelista, dramaturgo, biógrafo y folklorista irlandés, figura clave del llamado Celtic Revival ("Renacimiento céltico").
Colum conoció y se escribió con los más importantes escritores irlandeses de la época: W. B. Yeats, Lady Gregory y George William Russell. Se asoció a la Gaelic League ("Liga Gaélica") y fue miembro del Abbey Theatre. Solía vérsele en la National Library of Ireland, donde conoció a James Joyce, llegando ambos a ser grandes amigos.

## Primeros años
Colum nació Padraic Columb, con b, en un centro de asistencia del Condado de Longford, donde su padre trabajaba. Fue el mayor de ocho hermanos. Cuando su padre perdió su trabajo, en 1889, se trasladó a los Estados Unidos para buscar oro en Colorado. Padraic y familia quedaron en Irlanda. Al regresar el padre, en 1892, la familia se trasladó a Glasthule, donde el padre fue contratado en el ferrocarril. Padraic asistió al colegio público. A los diecisiete años, pasó un examen para trabajar como oficinista en la "Irish Railway Clearing House", donde permaneció hasta 1903.
Fue en esos años cuando Colum empezó a escribir teatro. Algunas de sus primeras obras se representarían en el Abbey Theatre. Su drama Broken Sail (1903) fue representado por la compañía "Irish Literary Theatre". Posteriormente, The Land (1905) fue un gran éxito de público. 
Sus primeros poemas aparecieron en "The United Irishman", periódico editado por Arthur Griffith. Su primer libro de poesía se tituló Wild Earth (1907). En esa época, su libro The Poor Scholar captó la atención de Yeats y de Lady Gregory.
En 1911, fundó con otros compañeros la revista literaria The Irish Review, que publicó obras de Yeats, George A. Moore, Oliver St. John Gogarty y muchos otros autores del Renacimiento céltico. 
En 1912 contrajo matrimonio con Mary Gunning Maguire. En 1914 viajó a los Estados Unidos. Su estancia se prolongó durante ocho años.
En Norteamérica escribió libros de cuentos para niños, como The King of lreland's Son (1916). Un contrato con la editorial de literatura infantil "Macmillan Publishers" le aseguró la subsistencia de por vida.

## Madurez
En 1922 se le encargaron versiones de cuentos del folclore hawaiano para público joven. También escribió novelas: Castle Conquer (1923) y The Flying Swans (1937). Los Colum vivieron en París y Niza desde 1930 hasta 1933. Allí Padraic renovó sus lazos de amistad con Joyce, a quien ayudó en la transcripción de su novela Finnegans Wake.
El matrimonio partió posteriormente hacia Nueva York, donde ambos impartieron cursos en la Columbia University y C.C.N.Y.
Colum fue autor prolífico. En total escribió 61 libros, sin contar las obras de teatro. 
Perdió a su mujer en 1957. Colum murió en 1972, a los 90 años de edad, y fue enterrado en el cementerio de St. Fintan (Sutton, Dublín).

## Obras selectas
- (1902) The Saxon Shillin' (drama)
- (1903) Broken Sail (drama)
- (1905) The Land (drama)
- (1907) Wild Earth
- (1907) The Fiddlers' House (drama)
- (1910) Thomas Muskerry (drama)
- (1917) Mogu the Wanderer (drama)
- (1918) The Children's Homer (novela)
- (1918) Adventures of Odysseus and the Tale of Troy
- (1920) Children of Odin: Nordic Gods and Heroes
- (1921) The Golden Fleece and the Heroes Who Lived Before Achilles (novela), ilustrada por Willy Pogany
- (1916) The King of Ireland's Son (cuentos)
- (1923) The Six Who Were Left in a Shoe (cuentos infantiles)
- (1923) Castle Conquer (novela)
- (1937) The Flying Swans (novela)
- (1937) The Story of Lowry Maen (poema épico)
- (1929) Balloon (drama)
- (1958) Our Friend James Joyce (memorias, con Molly Colum)

Como editor:
- (1922) Anthology of Irish Verse